# Saut en hauteur féminin aux Jeux olympiques d'été de 2024
Pour des articles plus généraux, voir Athlétisme aux Jeux olympiques d'été de 2024 et Saut en hauteur aux Jeux olympiques.
Navigation
Tokyo 2020 Los Angeles 2028
L'épreuve du saut en hauteur féminin aux Jeux olympiques de 2024 se déroule les 2 et 4 août 2024 au Stade de France au nord de Paris, en France.

## Records
Avant cette compétition, les records dans cette discipline étaient les suivants :
| Record du monde  | Yaroslava Mahuchikh (UKR) | 2,10 m | Paris   | 7 juillet 2024 |
| Record olympique | Yelena Slesarenko (RUS)   | 2,06 m | Athènes | 28 août 2004   |

## Programme
| Date            | Horaire | Manche         |
| --------------- | ------- | -------------- |
| Vendredi 2 août | 10 h 00 | Qualifications |
| Dimanche 4 août | 18 h 30 | Finale         |

## Résultats
Légende
- o : essai réussi
- x : essai manqué
- - : impasse

### Finale
| Rang                                | Athlète             | Pays        | Hauteurs | Hauteurs | Hauteurs | Hauteurs | Hauteurs | Hauteurs | Hauteurs | Marque | Notes |
| Rang                                | Athlète             | Pays        | 1,86     | 1,91     | 1,95     | 1,98     | 2,00     | 2,02     | 2,04     | Marque | Notes |
| ----------------------------------- | ------------------- | ----------- | -------- | -------- | -------- | -------- | -------- | -------- | -------- | ------ | ----- |
| Médaille d'or, Jeux olympiques      | Yaroslava Mahuchikh | Ukraine     | -        | o        | o        | o        | o        | xx-      | x        | 2,00 m |       |
| Médaille d'argent, Jeux olympiques  | Nicola Olyslagers   | Australie   | -        | o        | o        | o        | xxo      | xxx      |          | 2,00 m |       |
| Médaille de bronze, Jeux olympiques | Iryna Gerashchenko  | Ukraine     | o        | o        | o        | xxx      |          |          |          | 1,95 m | =SB   |
| Médaille de bronze, Jeux olympiques | Eleanor Patterson   | Australie   | o        | o        | o        | xxx      |          |          |          | 1,95 m | =SB   |
| 5                                   | Vashti Cunningham   | États-Unis  | o        | xo       | o        | xxx      |          |          |          | 1,95 m |       |
| 6                                   | Christina Honsel    | Allemagne   | xo       | o        | xo       | xxx      |          |          |          | 1,95 m | =SB   |
| 7                                   | Elena Kulichenko    | Chypre      | o        | xo       | xxo      | xxx      |          |          |          | 1,95 m |       |
| 7                                   | Safina Sadullayeva  | Ouzbékistan | o        | xo       | xxo      | xxx      |          |          |          | 1,95 m | =SB   |
| 9                                   | Tatiána Goúsin      | Grèce       | o        | xxx      |          |          |          |          |          | 1,86 m |       |
| 10                                  | Buse Savaşkan       | Turquie     | xo       | xxx      |          |          |          |          |          | 1,86 m |       |
| 11                                  | Nawal Meniker       | France      | xxo      | xxx      |          |          |          |          |          | 1,86 m |       |
| -                                   | Valdiléia Martins   | Brésil      | xr       |          |          |          |          |          |          | NM     |       |
| -                                   | Angelina Topić      | Serbie      |          |          |          |          |          |          |          | DNS    |       |

### Qualifications

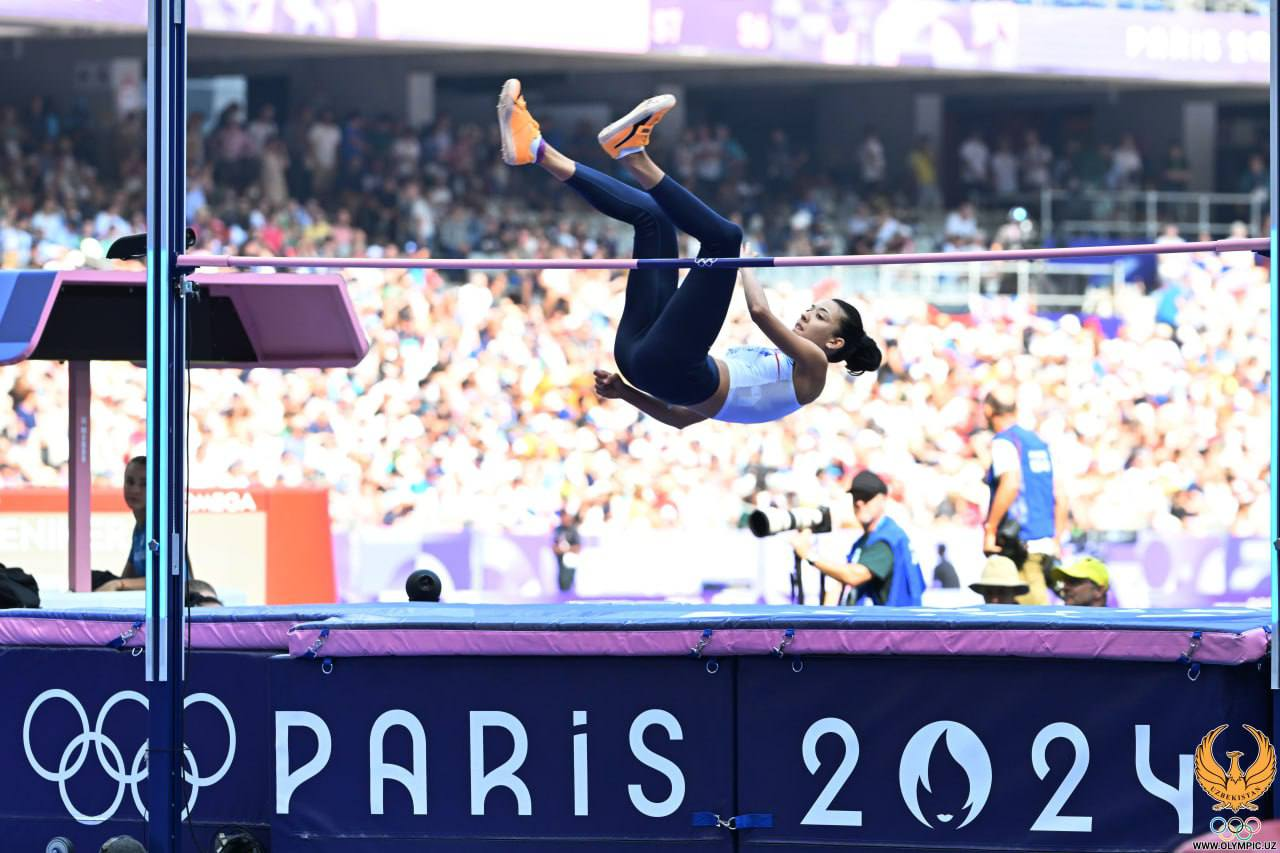
Safina Sadullayeva en saut pendant les épreuves, le 2 août 2024.

Règle de qualification : passer 1,97 m (Q) ou faire partie des 12 meilleures (q).
| Rang | Groupe           | Athlète               | Pays            | 1.83 | 1.88 | 1.92 | 1.95 | 1.97 | Hauteur | Notes  |
| ---- | ---------------- | --------------------- | --------------- | ---- | ---- | ---- | ---- | ---- | ------- | ------ |
| 1    | A                | Yaroslava Mahuchikh   | Ukraine         | –    | –    | o    | o    | r    | 1.95    | q      |
| 1    | B                | Nicola Olyslagers     | Australie       | –    | o    | o    | o    | r    | 1.95    | q      |
| 3    | A                | Eleanor Patterson     | Australie       | –    | o    | xo   | o    | r    | 1.95    | q, =SB |
| 4    | B                | Iryna Gerashchenko    | Ukraine         | o    | o    | xo   | xo   | r    | 1.95    | q, =SB |
| 5    | B                | Safina Sadullayeva    | Ouzbékistan     | o    | o    | o    | xxo  | r    | 1.95    | q, SB  |
| 6    | A                | Christina Honsel      | Allemagne       | o    | xo   | xo   | xxo  | r    | 1.95    | q, =SB |
| 7    | A                | Elena Kulichenko      | Chypre          | o    | o    | o    | xxx  |      | 1.92    | q      |
| 8    | B                | Tatiána Goúsin        | Grèce           | o    | o    | xo   | xxx  |      | 1.92    | q      |
| 8    | B                | Nawal Meniker         | France          | o    | o    | xo   | xxx  |      | 1.92    | q      |
| 8    | B                | Buse Savaşkan         | Turquie         | o    | o    | xo   | xxx  |      | 1.92    | q, =PB |
| 11   | A                | Valdiléia Martins     | Brésil          | o    | xo   | xo   | xxr  |      | 1.92    | q, =NR |
| 12   | B                | Vashti Cunningham     | États-Unis      | o    | xxo  | xxo  | xxx  |      | 1.92    | q      |
| 12   | A                | Angelina Topić        | Serbie          | –    | xxo  | xxo  | xxx  |      | 1.92    | q      |
| 14   | B                | Imke Onnen            | Allemagne       | xo   | xxo  | xxo  | xxx  |      | 1.92    |        |
| 15   | A                | Rachel Glenn          | États-Unis      | o    | o    | xxx  |      |      | 1.88    |        |
| 15   | A                | Michaela Hrubá        | Tchéquie        | o    | o    | xxx  |      |      | 1.88    |        |
| 15   | A                | Morgan Lake           | Grande-Bretagne | o    | o    | xxx  |      |      | 1.88    |        |
| 15   | B                | Airinė Palšytė        | Lituanie        | o    | o    | xxx  |      |      | 1.88    |        |
| 19   | B                | Temitope Adeshina     | Nigeria         | o    | xo   | xxx  |      |      | 1.88    |        |
| 19   | A                | Mirela Demireva       | Bulgarie        | o    | xo   | xxx  |      |      | 1.88    |        |
| 19   | A                | Solène Gicquel        | France          | o    | xo   | xxx  |      |      | 1.88    |        |
| 19   | A                | Yelizaveta Matveyeva  | Kazakhstan      | o    | xo   | xxx  |      |      | 1.88    |        |
| 19   | A                | Daniela Stanciu       | Roumanie        | o    | xo   | xxx  |      |      | 1.88    | SB     |
| 24   | B                | Lamara Distin         | Jamaïque        | xo   | xo   | xxxx |      |      | 1.88    |        |
| 25   | A                | Rose Yeboah           | Ghana           | xo   | xxo  | xxx  |      |      | 1.88    |        |
| 26   | B                | Elisabeth Pihela      | Estonie         | o    | xxx  |      |      |      | 1.83    |        |
| 26   | B                | Lia Apostolovski      | Slovénie        | o    | xxx  |      |      |      | 1.83    |        |
| 28   | B                | Nadezhda Dubovitskaya | Kazakhstan      | xo   | xxx  |      |      |      | 1.83    |        |
| 28   | B                | Ella Junnila          | Finlande        | xo   | xxx  |      |      |      | 1.83    |        |
| 28   | A                | Maryia Zhodzik        | Pologne         | xo   | xxx  |      |      |      | 1.83    |        |
|      | A                | Panagiota Dosi        | Grèce           | xxx  |      |      |      |      | NM      |        |
| B    | Yuliya Levchenko | Ukraine               | xxx             |      |      |      |      | NM   |         |        |

## Légende
Records et Performances
- AR : Record continental (area record)
- CR : Record des championnats (championship record)
- MR : Record du meeting (meet record)
- NR : Record national (national record)
- OR : Record olympique (olympic record)
- PR : Record paralympique (paralympic record)
- PB : Record personnel (personal best)
- SB : Meilleure performance personnelle de la saison (season's best)
- WL : Meilleure performance mondiale de l'année (world leader)
- WJR : Record du monde junior (world junior record)
- WR : Record du monde (world record)

Circonstances et Conditions
- DNF : N'a pas terminé (did not finish)
- DNS : N'a pas pris le départ (did not start)
- DQ : Disqualification (disqualification)
- NM : Aucun essai valable enregistré (No Mark)
- Q : Qualifié « directement » au prochain tour (ou à la prochaine compétition), lors d'une compétition majeure, grâce au classement ou à la réalisation des minima (automatic qualifier)
- q : Qualifié au prochain tour (ou à la prochaine compétition), lors d'une compétition majeure, grâce au repêchage ou à la réalisation de l'une des meilleures performances parmi celles des « non qualifiés directement » (grâce au meilleur temps ou à la meilleure distance par exemple) (secondary qualifier)